# 18 Pułk Piechoty (II RP)
18 Pułk Piechoty (18 pp) – oddział piechoty Wojska Polskiego II RP.
Pułk stacjonował w Skierniewicach. W kampanii wrześniowej 1939 walczył w składzie macierzystej 26 Dywizji Piechoty (Armia „Poznań” i „Pomorze”).

## Formowanie pułku
Po demoralizacji c. i k. Armii oficerowie narodowości polskiej garnizonu rzeszowskiego przejęli władzę w mieście i po odesłaniu do domów żołnierzy obcych narodowości z przebywających w Rzeszowie pułków austro-węgierskich (c. k. pułku strzelców nr 17 i c. i k. pułku piechoty nr 89) sformowali zaczątki pododdziałów „pułku piechoty ziemi rzeszowskiej”. Na początku listopada wrócił do Rzeszowa, jako swojego macierzystego garnizonu, batalion zapasowy c. i k. pułku piechoty nr 40, złożony głównie z Polaków, w sile 9 oficerów i 400 szeregowych (dowódca por. Wilusz). W dniu 12 listopada dowództwo formującego się w Rzeszowie pułku objął por. Wilusz. W czasie listopadowych walk pod Przemyślem wysłane tam pododdziały sformowane z Rzeszowie skonsolidowały się, jako „batalion polowy pułku piechoty ziemi rzeszowskiej”, późniejszy I batalion 18 pułku piechoty.
II batalion 18 pułku piechoty swoich korzeni upatruje w zorganizowanych w Sanoku „batalionu strzelców sanockich” i w Dębicy „batalionu piechoty ziemi ropczyckiej” (dowodzonym przez rotmistrza Łubieńskiego).
W tym samym czasie w Krakowie na bazie batalionu zapasowego c. k. pułku strzelców nr 33 został stworzony „1 batalion strzelców Wojska Polskiego” włączony później do 18 pułku piechoty, jako jego III batalion.
Zanim pułk otrzymał swój ostateczny numer porządkowy 1 stycznia 1919 roku nadano mu nazwę „2 pułku piechoty ziemi rzeszowskiej”, 24 stycznia 1919 roku numer porządkowy „15” i wreszcie 8 lutego 1919 roku ostateczny numer, tj. 18 pułk piechoty.
W grudniu 1919 batalion zapasowy pułku stacjonował w Koninie.
| Obsada personalna pułku w 1920 | Obsada personalna pułku w 1920        |
| Stanowisko                     | Stopień, imię i nazwisko              |
| ------------------------------ | ------------------------------------- |
| Dowódca                        | mjr Jan Hyc                           |
| Adiutant                       | por. Stefan Bąkowski                  |
| Oficer broni                   | ppor. Eugeniusz Teofil Sokołowski     |
| Oficer łączności               | ppor. Władysław Skrzypecki            |
| Oficer prowiantowy             | por. Maurycy Hirschhorn (ranny 12 IX) |
| Dowódca taborów                | ppor. Stefan Dul                      |
| Dowódca plutonu jazdy          | ppor. Józef Jezierski                 |
| Lekarz                         | ppor. lek. Jan Chrzanowski            |
| Kapelan                        | ks. Franciszek Karoń                  |
| Dowódca kompanii sztabowej     | por. Tomasz Dziama                    |
| Dowódca I batalionu            | kpt. Jan Jabłoński                    |
| Adiutant                       | ppor. Jan Berger                      |
| Oficer prowiantowy             | ppor. Stefan Tymiński                 |
| Lekarz                         | ppor. san. Eryk Erben                 |
| Dowódca 1 kompanii             | por. Józef Wojnar                     |
| Dowódca plutonu                | ppor, Józef Sarna                     |
| Dowódca 2 kompanii             | ppor. Abraham Thaler                  |
| Dowódca 3 kompanii             | por. Julian Saganowski                |
| Dowódca plutonu                | ppor. Antoni Kozłowski                |
| Dowódca 4 kompanii             | por. Jerzy Kramarczyk                 |
| Dowódca plutonu                | ppor. Józef Neugebauer                |
| Dowódca plutonu                | ppor. Stanisław Rzeczycki             |
| Dowódca 1 KKM                  | ppor. Henryk Józef Tor                |
| Dowódca II batalionu           | por. Roman Werpachowski               |
| Adiutant                       | ppor. Stanisław Pociask               |
| Oficer kasowy                  | ppor. Kazimierz Zaziemski             |
| Oficer prowiantowy             | ppor. Stanisław Woźniakowski          |
| Dowódca 5 kompanii             | ppor. Stanisław Adamowicz             |
| Dowódca 7 kompanii             | ppor. Witold Sawicki                  |
| Dowódca 2 kompanii km          | ppor. Stanisław Amirowicz             |
| Dowódca plutonu                | chor. Stefan Nowakowski               |
| Dowódca III batalionu          | por. Władysław Kubrycht               |
| Adiutant                       | ppor. Józef Daniel                    |
| Oficer kasowy                  | ppor. rach. Ignacy Penziarz           |
| Oficer prowiantowy             | ppor. Jan Olich                       |
| Lekarz                         | pchor. san. Gustaw Terlecki           |
| Dowódca 9 kompanii             | ppor. Jan Rymarz                      |
| Dowódca 10 kompanii            | ppor. Michał Śledziona †8 VIII 1920   |
| Dowódca 10 kompanii            | ppor. Stanisław Baster                |
| Dowódca 11 kompanii            | ppor. Jan Feret                       |
| Dowódca plutonu                | ppor. Juliusz Knycz                   |
| Dowódca 12 kompanii            | ppor. Jan Latawiec                    |
| Dowódca 3 kompanii km          | ppor. Stanisław Węgrzyński            |
| Dowódca kompanii technicznej   | ppor. Józef Skowron                   |

## Pułk w walkach o granice 1918-1920
Na początku istnienia poszczególne bataliony pułku walczyły w odosobnieniu. Pierwszy chrzest ogniowy pododdziałów pułku miał miejsce pod Przemyślem. Późniejszy I batalion 12 grudnia 1918 roku ruszył do szturmu na obsadzony przez Ukraińców fort pod Grochowcami. Po sukcesie kolejnym zadaniem było odzyskanie utraconych przez inne pododdziały Niżankowic. Natarcie zostało przeprowadzone z podstawy wyjściowej w Pikulicach. 15 grudnia kpt. Kawiński poprowadził batalion do zwycięskiego szturmu na fort nr 5. W okolicach Przemyśla batalion pozostawał do 17 kwietnia, staczając zwycięskie potyczki pod Popowicami, Wołostkowem, Dmytrowicami, Bandrowem i Daszówką. Następnie koleją 17 kwietnia został przerzucony do Gródka Jagiellońskiego w celu przerwania pierścienia wojsk Ukraińskiej Armii Ludowej otaczających Lwów. Do 20 kwietnia batalion znajdował się w pierwszej linii biorąc udział w działaniach na Basiówkę, Ferdynandówkę, Polankę wieńcząc swoje działanie zdobyciem Hodowicy. Następnie batalion przeszedł do odwodu frontu do Skniłowa skąd po sporadycznym używaniu poszczególnych kompanii odszedł na odpoczynek do Lwowa. W dniu 1 maja został zluzowany przez III batalion 10 pułku piechoty i zajął pozycję, na której przebywał do 13 maja, czyli do dnia dołączenia reszty batalionów 18 pułku piechoty.
II batalion swój szlak bojowy rozpoczął walcząc w grudniu w okolicach Gródka i Przemyśla. Zadaniem batalionu była obrona toru kolejowego między tymi miastami. Batalion w czasie realizacji tego zadania poniósł dotkliwe straty. Wykrwawiona kompania dębicka (80 bagnetów z etatowego stanu 200) tegoż batalionu otrzymała zadanie obrony mostu kolejowego na rz. Wereszycy w miejscowości Kamienobrodzie. 20 grudnia o 23.00 na pozycję kompanii uderzyły dwie kompanie wspierane przez 5 karabinów maszynowych. Ukraińcy uderzali z dwóch stron, od strony Mszany i Gródka Jagiellońskiego. Najbliższe własne pododdziały znajdowały się w odległości kilkunastu kilometrów. Kryzys walki nastąpił o godzinie 4 nad ranem 21 grudnia, kiedy to straty i brak amunicji osłabiły morale obrońców. Niespodziewanie przybyła odsiecz w postaci własnego pociągu pancernego. Po pierwszych salwach z jego armat kompania ruszyła do kontrataku, który całkowicie rozgromił siły przeciwnika.
III batalion 1 stycznia 1919 roku został przewieziony koleją do Sądowej Wiszni i z marszu wziął udział w działaniach obronnych tego miasta. 10 stycznia nastąpiło przesunięcie do Mszany, z której batalion miał działać w kierunku na Bartatów. Bartatów przechodził wielokrotnie z rąk do rąk, w krytycznych momentach Polacy szturmem wypierali przeciwnika. O świcie 11 stycznia na własne pozycje ruszyło natarcie świeżego ukraińskiego batalionu. Ukraińcom udało się zniszczyć własną kompanię piechoty ogniem karabinów maszynowych i zdobyć baterię artylerii. Ze 100 szeregowych i 4 oficerów tej kompanii, poległo 2 oficerów i 40 szeregowych, reszta żołnierzy była ranna. W tym krytycznym momencie o 8.00 dowódca okrążonej w lesie placówki por. Skowron uderzył na bagnety na odwody ukraińskie. Powodzenie było pełne, gdyż zupełnie zdezorientowany nieprzyjaciel wycofał się w popłochu. Po boju pod Bartatowem tylko 4 kompania batalionu brała udział w walkach w okolicach Kamienobrodu. Na początku kwietnia batalion przebywał bez styczności z przeciwnikiem w rejonie Lubienia Wielkiego i po zluzowaniu połączył się z resztą macierzystego pułku.
Po okresie osobnego działania 15 maja zgrupowane zostały wszystkie bataliony pułku. Pierwszym dowódcą całości został płk Marian Herbert. Pułk został podporządkowany 4 Dywizji Piechoty. Pierwszym zadaniem bojowym postawionym przed pułkiem było zdobycie Sambora. Zadanie to zostało zrealizowane bez wysiłku, gdyż przeciwnik opuścił wcześniej miasto. Po przesunięciu pułku do odwodu dywizji 21 maja nastąpiła zmiana na stanowisku dowódcy pułku – został nim ppłk Becker. Pod wodzą nowego dowódcy kierunkiem działania był Stanisławów, który również zdobyto praktycznie bez walki, gdyż miasto zostało wcześniej opanowane przez miejscową komórkę POW. Po wyparciu własnym oddziałów z Czortkowa, 18 pułk piechoty otrzymał zadanie odzyskania miasta. Dwustronnym natarciem poprzez Jazłowiec na Jagielnicę i z drugiej strony przez Dżuryn na Czortków, zabezpieczono miasto i wzięto kilkudziesięciu jeńców.
Kontrofensywa Ukraińskiej Armii Ludowej wymusiła odwrót pułku na linii Czortków – Buczacz. Po zgrupowaniu całości pułku z Rozworzanach otrzymano meldunki o całkowitym okrążeniu przez nieprzyjaciela. Droga odwrotu wiodła przez Martynów, który został silnie obsadzony przez Ukraińców. 24 czerwca pułk wyruszył marszem ubezpieczonym, w straży przedniej II batalion wraz z artylerią, trzon kolumny stanowił 3 batalion, który grupował jednocześnie resztę artylerii i tabory. Tył i ubezpieczenie boczne tworzył I batalion. Ppłk Becker prowadził osobiście straż przednią. Determinacja i gwałtowność natarcia II batalionu była tak duża, że bez rozwinięcia całości sił udało się rozbić przeciwnika. Po wywalczeniu sobie drogi odwrotu, pułk zajął stanowiska obronne nad rz. Świrz. Już następnego dnia wróg rozpoczął natarcie. Kluczowym punktem było wzgórze 272, które przechodziło z rąk do rąk, by w końcu pozostać w rękach Polaków.
Odwrót Wojska Polskiego zakończył się 28 czerwca, kiedy to własne oddziały rozpoczęły kontrofensywę. Pułk otrzymał zadanie zdobycia Żurowa, które przy stracie kilkunastu żołnierzy zrealizował. Do 4 lipca zajęte zostały: Lipica Dolna, Narajówka, Szumlany, Monasterzyska, Jeziorzany i Buczacz.
W dniu 14 lipca rozpoczęła się wielka ofensywa na froncie przeciwukraińskim. Pułk nacierał na linii Trybuchowiec – Białobożnica. Opór ukraiński powoli wygasał, aż po ponownym zdobyciu przez pułk Czortkowa zupełnie ustał. Ukraińcy wycofali się za Zbrucz. Po zasłużonym odpoczynku w Wygnance, pułk został skierowany koleją na nowy odcinek frontu.
27 lipca 1919 roku pułk został wywagonowany w Brodach. Początkowo przeciwnik, jakim była Armia Czerwona nie był zbyt wymagający i cofał się niemal bez walki tak, że 15 sierpnia osiągnięto Horyń. Od 28 września pułk zajmował stanowiska nad rz. Uborć, w pobliżu Horodnicy, realizując od czasu do czasu nękające wypady, celem zdobycia wiadomości o przeciwniku jak np. wypad z 21 października na Seredy.
Całą jesień i zimę pułk spędził na fortyfikacyjnej rozbudowie własnych stanowisk. Wypad na Stepanówkę z 19 marca 1920 roku zakończył okres wojny pozycyjnej. W celu zdezorganizowania przeciwnika, przygotowującego się do nowej ofensywy, wykonano koncentryczne natarcia na wieś, w której według meldunków było około 300 nieprzyjaciół. Szturm na bagnety przyniósł całkowite zwycięstwo, mimo iż nieprzyjaciel otrzymał wzmocnienie w postaci całego batalionu. Na polu walki pozostało około 100 Rosjan przy minimalnym stratach własnych w postaci 1 zabitego i 1 rannego. Do 24 marca nieprzyjaciel próbował przerwać polskie linie obronne, jednak bez powodzenia.
Na początku drugiej połowy kwietnia pułk liczący wtedy 50 oficerów i 2000 żołnierzy został zgrupowany pod Łopatyczami. 18 pułk piechoty miał być użyty w polskiej ofensywie na Kijów. Rozkaz do wymarszu dotarł do pułku 24 kwietnia. Pułk naciskał na cofającego się przeciwnika, aż po krótkiej walce opanował Korosteń, następnie został przerzucony do Koziatyna i pozostał w nim do 3 maja w charakterze odwodu Naczelnego Wodza.
Z powodu nowej rosyjskiej ofensywy na północnym froncie, na zagrożony odcinek frontu został skierowany pułk w ramach swojej macierzystej dywizji. 25 maja nastąpił podział pułku, I i III batalion zostały przetransportowane do Mińska, a II batalion pozostał na Ukrainie. Walki pod Mińskiem prowadzone były z dużym poświęceniem, nieprzyjaciel stale wprowadzał nowe siły, które były rozbijanie polskimi kontratakami. Aktywna polska obrona, która dążyła do opanowania Klinna, dopiero po uzyskaniu wsparcia w postaci półbatalionu z 24 pułku piechoty i I batalionu 61 pułku piechoty odniosła sukces. W ciągu kilkudniowych walk w rejonie Mińska pułk stracił 30 poległych i 130 rannych. Po odparciu rosyjskiego natarcia pułk przeszedł do odwodu frontu w rejonie Bohuszewicz.
4 lipca ruszyło generalne natarcie całego frontu rosyjskiego. Rosjanie mieli przygniatającą przewagę liczebną, dlatego już 6 lipca 18 pułk piechoty znajdujący się dotychczas w odwodzie musiał zostać użyty. Rosjanie zdobyli Bohuszewicze, a pułk cofnął się do Ład. W celu przywrócenia pierwotnej linii frontu, zarządzono przeciwdziałanie całej 4 Dywizji Piechoty. Natarcie ruszyło 8 lipca i po ciężkich walkach ulicznych pułk odzyskał Bohuszewicze, z których wkrótce pod ciężkim ogniem artyleryjskim musiał się wycofać.
Pułk pozostawał w odwrocie na kierunku Puchowicze – Ihumeń – Dwurzecze by w końcu 16 lipca osiągnąć linię starych okopów pod Baranowiczami. Tego dnia dołączyły do pułku resztki II batalionu, walczącego do tej pory na Ukrainie.
II batalion działający, jako odwód pod Koziatynem został wciągnięty w ciężkie walki odwrotowe z kawalerią Budionnego, która pod Korcem otoczyła batalion. Batalion poniósł ciężkie straty, a po wyczerpaniu amunicji uległ masom kawalerii wroga. Jedynie kilkudziesięciu żołnierzy przedarło się do własnych pododdziałów i przez Równe, Łuck, Lublin i Chełm dołączyło do macierzystego pułku.

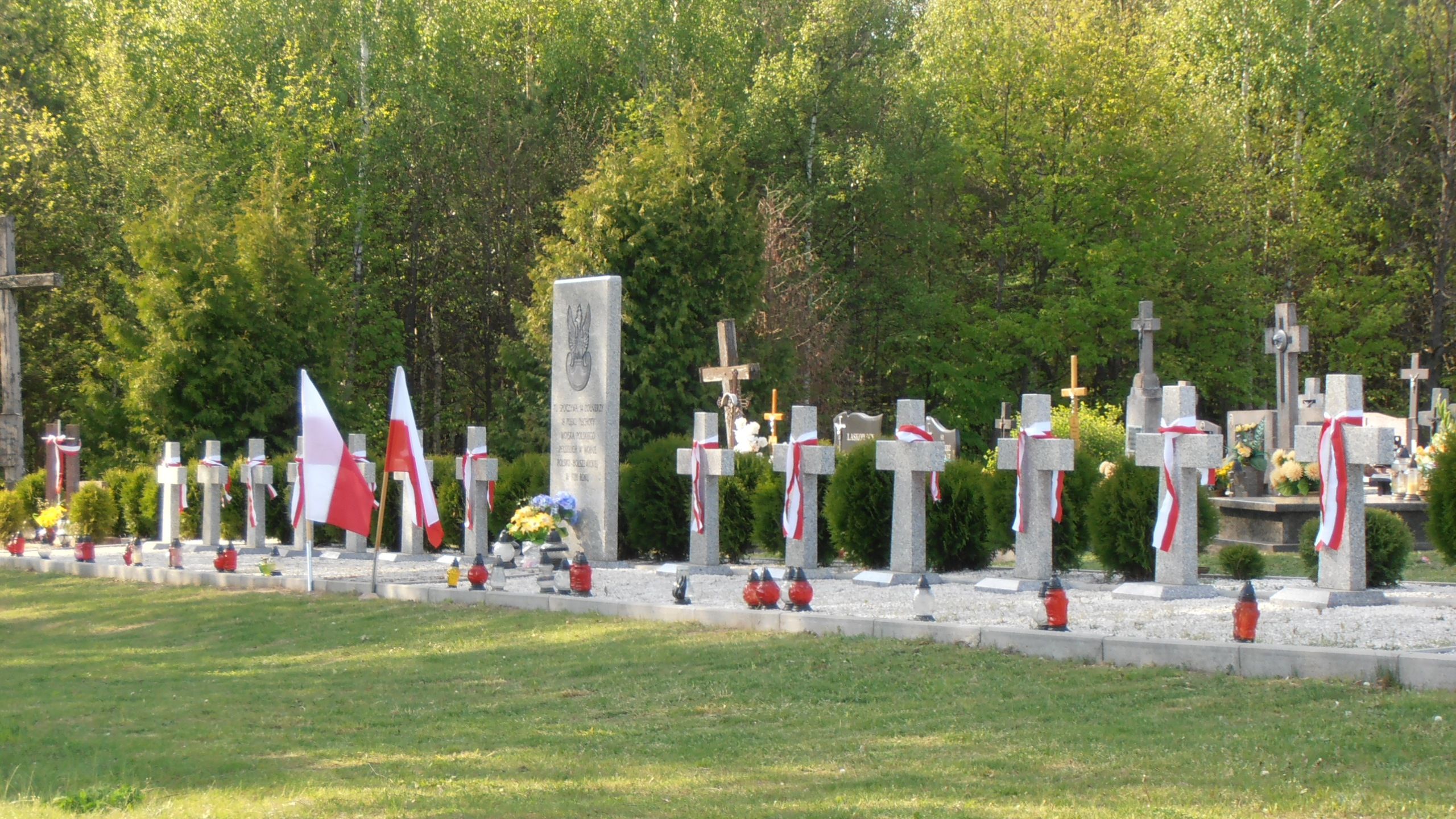
Niemirów – mogiła 14 żołnierzy 18 Pułku Piechoty poległych w wojnie polsko-bolszewickiej w 1920 r.

Od 1 sierpnia pułk brał udział w walkach nad Bugiem, w czasie których starał się odepchnąć przeciwnika za rzekę. Kiedy kalkulacje te okazały się nierealne, był zmuszony cofać się dalej ku Wiśle. Do najcięższych walk z tego okresu można zaliczyć walki pod Niemirowem, w czasie których pułk był zmuszony stawić czoła czterem pułkom sowieckiej piechoty. A sama miejscowość przechodziła sześciokrotnie z rąk do rąk. Marszruta odwrotowa pułku przebiegała przez Szpaki – Wolne – Terlików – Serpelice; w każdej z tych miejscowości pułk z poświęceniem bronił się i niejednokrotnie zmuszony był odrzucać przeciwnika w walce na bagnety.
9 sierpnia pułk stoczył ostatnie walki w sąsiedztwie Bugu i rozpoczął realizację rozkazu nakazującego wycofanie się za Wisłę. Po walkach odwrotowych pod Klimontami poprzez Siedlce, pułk przemieścił się do Garwolina, gdzie udało mu się odeprzeć nieprzyjacielskie natarcie. Na wysokości tej miejscowości pułk przekroczył Wisłę i rozpoczął dozorowanie przepraw przez rzekę na południe od Warszawy. Po rozpoczęciu polskiej kontrofensywy znad Wieprza, nacisk nieprzyjaciela na odcinek pułku zupełnie ustał. Już 17 sierpnia pułk transportem kombinowanym (kolejka podmiejska, statki, transport pieszy) przemieścił się przez Warszawę pod Płońsk i wszedł do składu 5. Armii.
Ostatnią dużym bojem 18 pułku piechoty była walka pod Ćwieklinkiem wieczorem 18 sierpnia. Bój ten rozpoczął się dość niespodziewanie, kiedy w czasie grupowania batalionów w zagajniku pod folwarkiem Ćwieklinek, jeden z nich pobłądził w ciemnościach, a wysłane patrole celem odnalezienia II batalionu natrafiły na atakujące tyraliery rosyjskie. Pułk całością sił ruszył na przeciwnika i przy manewrze oskrzydlającym wykonanym przez współdziałający 201 pułk szwoleżerów do świtu rozstrzygnął walkę na swoją korzyść. Po zakończonych walkach na północ od Warszawy, 1 września w m. Karczew pułk został załadowany na transport kolejowy i odjechał do Lwowa, by wziąć udział w swoim ostatnim akordzie w wojnie polsko-bolszewickiej.
Od 4 do 23 września pułk operował nad rz. Świrz, odpierając ataki nieprzyjaciela, a po rozpoczętej kontrofensywie 6 Armii ścigał straż tylną nieprzyjaciela na kierunku Gniła Lipa – Holeszew – Narajów. 3 października pułk został przetransportowany na granicę z Litwą, na której pozostał do 25 listopada 1920 roku.
Po ponad dwóch latach spędzonych na frontach walk o granicę Rzeczypospolitej, pułk zimę 1920/1921 spędził w Łomży, by ostatecznie w październiku 1921 roku osiąść w swym pokojowym garnizonie w Skierniewicach.
Za okres od listopada 1918 roku do września 1920 roku, pułk mógł pochwalić się następującą zdobyczą wojenną w postaci: 948 jeńców, 40 karabinów maszynowych, 1 pociągu pancernego i 9 dział.
Za okres walk oficerowie i żołnierze pułku zostali uhonorowani: 28 Krzyżami Srebrnymi „Virtuti Militari”, 78 Krzyżami Walecznych w tym nadanymi czterokrotnie 8 żołnierzom, trzykrotnie 7 żołnierzom, dwukrotnie 3 żołnierzom.

### Kawalerowie Virtuti Militari
| Żołnierze pułku odznaczeni Krzyżem Srebrnym Orderu Wojskowego Virtuti Militari za wojnę 1918–1920 | Żołnierze pułku odznaczeni Krzyżem Srebrnym Orderu Wojskowego Virtuti Militari za wojnę 1918–1920 | Żołnierze pułku odznaczeni Krzyżem Srebrnym Orderu Wojskowego Virtuti Militari za wojnę 1918–1920 |
| ------------------------------------------------------------------------------------------------- | ------------------------------------------------------------------------------------------------- | ------------------------------------------------------------------------------------------------- |
| por. Stefan Bąkowski                                                                              | sierż. Józef Baluch *                                                                             | por. Józef Bischof                                                                                |
| śp. ppor. Władysław Blatt * †2 VIII 1920 Janów Podl.                                              | st. szer. Paweł Boćko *                                                                           |                                                                                                   |
| sierż. Izydor Kielar *                                                                            | kpr. Tomasz Knurek *                                                                              | sierż. Wincenty Kominek *                                                                         |
| st. szer. Józef Kosztura (Kosztyła) *                                                             | chor. Wojciech Książek *                                                                          | por. Wiktor Kulczycki *                                                                           |
| sierż. Jan Kukulski *                                                                             | sierż. Jan Maniecki ps. „Marian Józiński”                                                         | ppor. Kazimierz Poschinger *                                                                      |
| kpt. Jan Radoliński *                                                                             | kpt. Julian Saganowski                                                                            | ppor. Józef Sarwa                                                                                 |
| por. Franciszek Siemasz *                                                                         | ppor. Józef Skowron                                                                               | śp. ppor. Michał Śledziona *                                                                      |
| śp. kpr. Stanisław Sądel * †27 V 1920 Klin                                                        | ppor. Henryk Szmyd *                                                                              | plut. Jan Sznajber (Schneiberg) *                                                                 |
| plut. Karol Szajna *                                                                              | mjr dr Józef Wojnar *                                                                             | kpr. Stanisław Wojton (Wojtoń) *                                                                  |
| pchor. Zygmunt Zawadowski *                                                                       | kpr. Kazimierz Żywiec *                                                                           |                                                                                                   |

## Pułk w okresie pokoju

### Koszary

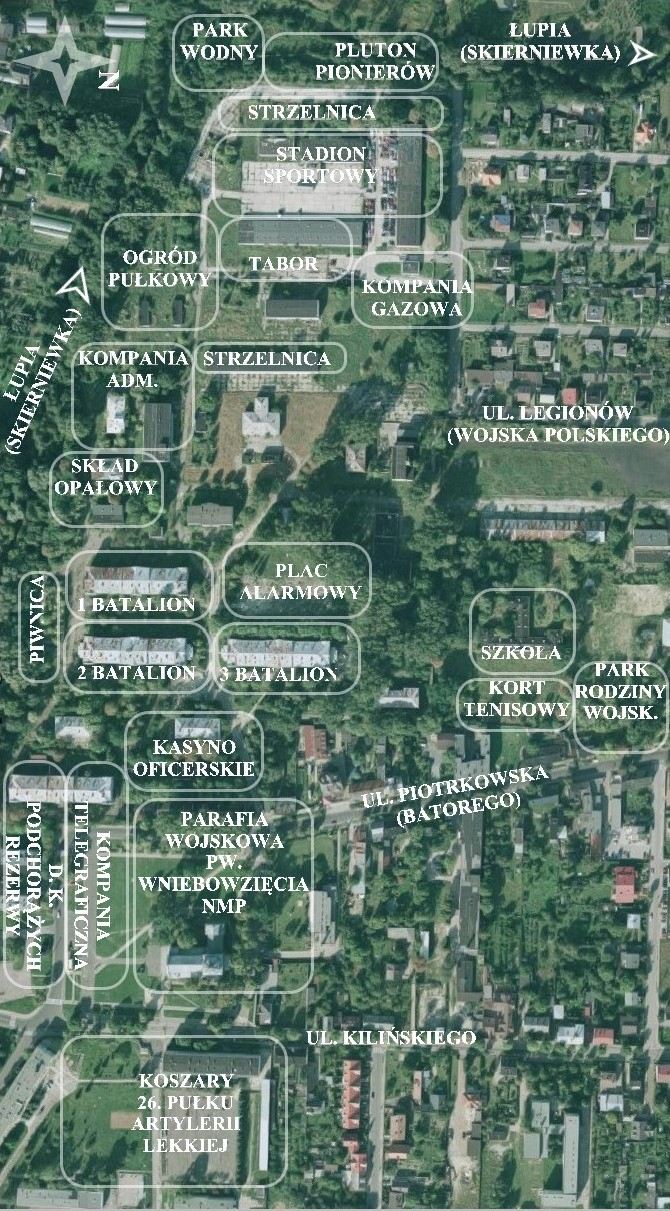
Szkic rozmieszczenia pododdziałów 18 pp w koszarach przy ul. Batorego w Skierniewicach

Pułk stacjonował w Skierniewicach w koszarach po carskim 38. Aleksiejewskim pułku piechoty zwanym Tobolskim przy obecnej ul. Stefana Batorego (dawniej ul. Piotrkowska). Budowa koszar trwała w latach 1885–1895 autorem projektu był Aleksander Woyde. Założenie architektoniczne polegało na wybudowaniu czterech dużych budynków z przeznaczeniem na zakwaterowanie żołnierzy, budynku kasyna oficerskiego, budynku dowództwa i stajni. Pod koniec budowy kompleksu koszarowego przy ul. Batorego, rozpoczęto budowę kolejnego kompleksu koszarowego po drugiej stronie drogi, przy obecnej ul. Kilińskiego. W koszarach tych stacjonował najpierw 170. Ostrołęcki rezerwowy pułk piechoty, a w okresie międzywojennym 26 pułk artylerii lekkiej. Na obecnym placu Jana Pawła II znajdującym się pomiędzy koszarami pod koniec XIX w. wybudowano cerkiew garnizonową, którą po odzyskaniu przez Polskę niepodległości przemianowano na garnizonowy Kościół Wniebowzięcia Najświętszej Maryi Panny w Skierniewicach.

### Organizacja
Wiosną 1921 pułk przeniesiony został z Łomży do Konina. Od października 1921 stacjonował na terenie Okręgu Korpusu Nr IV w garnizonie Skierniewice. Wchodził w skład 26 Dywizji Piechoty.
Na podstawie rozkazu wykonawczego Ministerstwa Spraw Wojskowych do Departamentu Piechoty o wprowadzeniu organizacji piechoty na stopie pokojowej PS 10-50 z 1930 roku, w Wojsku Polskim wprowadzono trzy typy pułków piechoty. 18 pułk piechoty zaliczony został do typu I pułków piechoty (tzw. „normalnych”). W każdym roku otrzymywał około 610 rekrutów. Stan osobowy pułku wynosił 56 oficerów oraz 1500 podoficerów i szeregowców. W okresie zimowym posiadał batalion starszego rocznika, batalion szkolny i skadrowany, w okresie letnim zaś batalion starszego rocznika i dwa bataliony poborowych.
Po wprowadzeniu organizacji piechoty na stopie pokojowej, pułk szkolił rekrutów dla potrzeb batalionu Korpusu Ochrony Pogranicza.
| Obsada personalna i struktura organizacyjna w marcu 1939 | Obsada personalna i struktura organizacyjna w marcu 1939 |
| Stanowisko                                               | Stopień, imię i nazwisko                                 |
| Dowództwo, kwatermistrzostwo i pododdziały specjalne     | Dowództwo, kwatermistrzostwo i pododdziały specjalne     |
| -------------------------------------------------------- | -------------------------------------------------------- |
| dowódca pułku                                            | płk Franciszek Matuszczak                                |
| I zastępca dowódcy                                       | ppłk dypl. Antoni Karol Stefan Rosner                    |
| I zastępca dowódcy (dubler)                              | mjr dypl. kontr. Paweł Szandruk                          |
| adiutant                                                 | kpt. Józef Witkowiak                                     |
| starszy lekarz                                           | mjr dr Marian Józef Gröger                               |
| młodszy lekarz                                           | ppor. lek. Dominik Koczan                                |
| kmdt Rejonu PW Konnego nr 18                             | por. Mieczysław Jan Jagodziński                          |
| oficer placu Skierniewice                                | kpt. adm. (piech.) Stefan Maria Korski                   |
| II zastępca dowódcy (kwatermistrz)                       | mjr Edmund Izydor Kolendowski                            |
| oficer mobilizacyjny                                     | kpt. Józef Łobarzewski                                   |
| zastępca oficera mobilizacyjnego                         | kpt. Józef Rudewicz                                      |
| oficer administracyjno-materiałowy                       | por. adm. (piech.) Antoni Porcz                          |
| oficer gospodarczy                                       | por. int. Adam Szopa                                     |
| oficer żywnościowy                                       | por. Rajmund Bernard Ciechowicz                          |
| oficer taborowy                                          | por. Tadeusz Sylwester Łańcucki                          |
| kapelmistrz                                              | kpt. adm. (kapelm.) Kazimierz Wójcik                     |
| dowódca plutonu łączności                                | por. Wacław Madaliński                                   |
| dowódca plutonu pionierów                                | por. Józef Adam Kałuża                                   |
| dowódca plutonu artylerii piechoty                       | kpt. Antoni Sierpiński                                   |
| dowódca plutonu ppanc.                                   | por. Jerzy Szkaradziński                                 |
| dowódca oddziału zwiadu                                  | por. Stanisław Antoni Grzegorz Puchała                   |
| I batalion                                               |                                                          |
| dowódca batalionu                                        | mjr Andrzej Bronisław Kulczycki                          |
| dowódca 1 kompanii                                       | kpt. Antoni Ratyński                                     |
| dowódca plutonu                                          | por. Stanisław Wiktor Schindler                          |
| dowódca plutonu                                          | ppor. Antoni Koprowicz                                   |
| dowódca plutonu                                          | ppor. Stefan Stando                                      |
| dowódca 2 kompanii                                       | kpt. Maciej Antoni Romański                              |
| dowódca plutonu                                          | ppor. Jan Marian Ślifierz                                |
| dowódca 3 kompanii                                       | por. Kazimierz Wilhelm Pauzner                           |
| dowódca plutonu                                          | chor. Józef Rybka                                        |
| dowódca 1 kompanii km                                    | kpt. Bronisław Nowacki                                   |
| dowódca plutonu                                          | ppor. Kazimierz Mędrecki                                 |
| II batalion                                              |                                                          |
| dowódca batalionu                                        | mjr Feliks Kozubowski                                    |
| dowódca 4 kompanii                                       | kpt. Ignacy Frankowski                                   |
| dowódca plutonu                                          | ppor. Edmund Werner                                      |
| dowódca 5 kompanii                                       | kpt. Antoni Sygnarek                                     |
| dowódca plutonu                                          | ppor. Adam Marian Wzorek                                 |
| dowódca 6 kompanii                                       | por. Edward Białach                                      |
| dowódca plutonu                                          | chor Michał Papuszka                                     |
| dowódca 2 kompanii km                                    | por. Zdzisław Eugeniusz Kozdęba                          |
| dowódca plutonu                                          | chor. Wojciech Książek                                   |
| III batalion                                             |                                                          |
| dowódca batalionu                                        | ppłk Tadeusz Mikoś                                       |
| dowódca 7 kompanii                                       | por. Bronisław Malinowski                                |
| dowódca plutonu                                          | ppor. Władysław Tadeusz Kinastowski                      |
| dowódca 8 kompanii                                       | kpt. Mieczysław Marian Hala                              |
| dowódca plutonu                                          | ppor. Mieczysław Paweł Białas                            |
| dowódca 9 kompanii                                       | kpt. Marian Mieczysław Dąbrowski                         |
| dowódca plutonu                                          | ppor. Stanisław Antoni Kruszewski                        |
| dowódca 3 kompanii km                                    | kpt. Wojciech Krasodomski                                |
| dowódca plutonu                                          | por. Tadeusz Stanisław Kulczycki                         |
| na kursie                                                | por. Jan Jarmurzyński                                    |
| Dywizyjny Kurs Podchorążych Rezerwy 26 DP                |                                                          |
| dowódca                                                  | mjr Kazimierz Dorożyński                                 |
| dowódca plutonu strzeleckiego                            | por. Jerzy Dominik                                       |
| dowódca plutonu strzeleckiego                            | ppor. Edward Bandt                                       |
| dowódca plutonu strzeleckiego                            | ppor. Kazimierz Mańczak                                  |
| dowódca plutonu km                                       | por. Felicjan Władysław Nawrot                           |
| 18 obwód przysposobienia wojskowego „Skierniewice”       |                                                          |
| kmdt obwodowy PW                                         | kpt. adm. (piech.) Bolesław Józef Blokus                 |
| kmdt powiatowy PW Skierniewice                           | kpt. adm. (piech.) Józef Ignacy Skrzat                   |
| kmdt powiatowy PW Rawa Mazowiecka                        | por. piech. Stanisław Bednarek                           |

## 18 pp w kampanii wrześniowej 1939

### Mobilizacja

#### Mobilizacja marcowa i przegrupowanie pułku
W dniu 23 marca 1939 od godz. 17.00 pułk rozpoczął czynności w ramach mobilizacji alarmowej tak zwanej „marcowej”. 18 pułk piechoty wchodził w skład jednostek z grupy tzw. „czarnej”. Jednostki tej grupy w czasie pokoju były przeznaczone do zadań specjalnej interwencji wewnątrz lub na zewnątrz państwa. W czasie mobilizacji jednostki grupy czarnej stanowiły wzmocnienie sił na zagrożonym odcinku granicy. 18 pułk piechoty zmobilizował w Skierniewicach zgodnie z planem mobilizacyjnym „W” oraz dodatkowo zmobilizował dla macierzystej 26 Dywizji Piechoty w tej samej grupie:
- 18 pułk piechoty w organizacji i na etatach wojennych, w czasie od A+24 do A+48,

- kompanię asystencyjną nr 143, w czasie A+30 (dowódca por. Stanisław Bednarek);
- kolumnę taborową nr 418, w czasie A+48 (dowódca ppor. rez. tab. Feliks Jerzyński);
- kompanię sanitarną nr 403, w czasie A+50 (dowódca kpt. lek. dr Władysław Płoszko)[23][24].

Po zakończeniu mobilizacyjnego rozwinięcia pułku (przyjęciu rezerwistów, uzupełnieniu zapasów do stanów wojennych i przyjęciu sprzętu z gospodarki narodowej) poszczególne pododdziały pułku przemieściły się do wsi wokół Skierniewic:
- I batalion – wsie: Podtrzciana, Rawiczów, Strzyboga
- II batalion – wsie: Strobów, Podstrobów, Leonów
- III batalion – wsie: Dębowa Góra, Rzyniec
- kolumna taborowa nr 418 – wsie: Dąbrowice
- kompania zwiadowcza – wsie: Zadębie i Sadowiczów.

W koszarach pułku pozostał młody rocznik żołnierzy wcielonych do służby wojskowej w 18 pp w dniu 21 marca 1939, zorganizowany w dwa bataliony rekruckie, każdy w składzie trzech kompanii strzeleckich i jednej kompanii ckm. Dodatkowo w koszarach stacjonowała kompania zbierająca nadwyżki rezerwistów.
Poszczególne pododdziały 18 pułku piechoty zostały uzupełnione do następujących stanów podchorążych, podoficerów i szeregowych:
- dowództwo I batalionu – 13 żołnierzy służby czynnej i 76 żołnierzy rezerwy
- 1 kompania strzelecka – 40 żołnierzy służby czynnej i 182 żołnierzy rezerwy
- 2 kompania strzelecka – 42 żołnierzy służby czynnej i 182 żołnierzy rezerwy
- 3 kompania strzelecka – 43 żołnierzy służby czynnej i 190 żołnierzy rezerwy
- 1 kompania karabinów maszynowych – 41 żołnierzy służby czynnej i 120 żołnierzy rezerwy
- dowództwo II batalionu – brak danych (przypuszczalnie około 90 żołnierzy)
- 4 kompania strzelecka – 41 żołnierzy służby czynnej i 188 żołnierzy rezerwy
- 5 kompania strzelecka – 39 żołnierzy służby czynnej i 187 żołnierzy rezerwy
- 6 kompania strzelecka – 39 żołnierzy służby czynnej i 182 żołnierzy rezerwy
- 2 kompania karabinów maszynowych – 47 żołnierzy służby czynnej i 220 żołnierzy rezerwy
- dowództwo III batalionu – 12 żołnierzy służby czynnej i 73 żołnierzy rezerwy
- 7 kompania strzelecka – 42 żołnierzy służby czynnej i 180 żołnierzy rezerwy
- 8 kompania strzelecka – 43 żołnierzy służby czynnej i 180 żołnierzy rezerwy
- 9 kompania strzelecka – 44 żołnierzy służby czynnej i 180 żołnierzy rezerwy
- 3 kompania karabinów maszynowych – 48 żołnierzy służby czynnej i 127 żołnierzy rezerwy

Łącznie: 547 żołnierzy służby czynnej i 2344 żołnierzy rezerwy.
O reszcie pododdziałów pułku brak szczegółowych danych. Łącznie etatowo w pułku piechoty powinno być: 92 oficerów, 2874 podoficerów i szeregowych, 90 rkm, 36 ckm, 27 granatników, 6 moździerzy 81 mm, 27 karabinów ppanc, 9 armat ppanc 37 mm wz. 36, 2 armaty 75 mm wz. 02/26, 664 koni, 1 samochód.
Stawiennictwo rezerwistów było wzorowe, po zmobilizowaniu wszystkich przewidzianych planem pododdziałów pozostały nadwyżki żołnierzy. Trudności nastąpiły przy mobilizacji koni i wozów, które nastąpiły na skutek złego zadysponowania dostaw przez starostwo powiatowe. Dodatkowo wozy i uprząż końska były w złym stanie technicznym, co wymagało napraw ze strony pułku i wydłużyło czas mobilizacji batalionów, oraz wygenerowało dodatkowe koszty na kwotę 70000 zł. W nowych miejscach stacjonowania przeglądu pododdziałów dokonał dowódca pułku płk Franciszek Matuszczak. Od 25 marca 1939 26 DP, a wraz z nią 18 pp wszedł w skład powołanej Armii „Poznań” pod dowództwem gen. dyw. Tadeusza Kutrzeby. Do maja borykano się z brakami materiałowymi; brakowało: 74 hełmów, radiostacji N-1, 20 kilometrów kabla telefonicznego. Aby w komplecie uzbroić pułk z magazynów dla II rzutu mobilizacyjnego wykorzystano 300 kb, 180 kbk, 6 ckm i 2 moździerze. 8 maja ze względu na trudne warunki stacjonowania 18 pp został przesunięty na nowe korzystniejsze rejony stacjonowania. I batalion do Suliszewa, II batalion do Starej Rawy, III batalion do Trzciannej, a pododdziały pułkowe (specjalne) do rejonu Kawęczyna. Do 21 czerwca dowództwo pułku stacjonowało w Skierniewicach, a po tym dniu przeszło na kwatery do Suliszewa. Na podstawie rozkazu Sztabu Głównego L.8700/Mob.39 wszyscy oficerowie, podoficerowie, szeregowi rezerwy powołani w Okręgu Korpusu nr IV na ćwiczenia wojskowe z dniem 1 kwietnia 1939 zostali powołani do czynnej służby wojskowej. Tym samym okres ćwiczeń wskazany w kartach powołania tych żołnierzy został anulowany. Przebywając w rejonach mobilizacji pułk prowadził intensywne szkolenia polowe, długodystansowe marsze, strzelania. Szkolenia były niezbędne z uwagi na kilkakrotną wymianę rezerwistów. Uroczyście obchodzono 9 i 10 kwietnia Święta Wielkanocne. Do momentu wyruszenia pułku w rejon nadgraniczny, na stanie gospodarczym OZN 18 pp pozostawały 42 pododdziały. 5 czerwca 1939 odszedł z pułku dotychczasowy dowódca, a pułk objął nowy dowódca ppłk dypl. Wiktor Majewski. 6 lipca 18 pp marszem pieszym przemieścił się do Skierniewic, na stację kolejową. Gdzie od godz. 4.00 do 9.30 7 lipca załadował się do transportów kolejowych, skąd 5 transportami kolejowymi odjechał do rejonu Pałuk, w rejon jezior żnińskich i wągrowieckich w północno-wschodniej części Wielkopolski. I batalion wyładował się w Kcyni, a reszta pułku w Żninie. I batalion wyładował się w Żninie, reszta pułku w Kcyni.
W macierzystym garnizonie pozostał OZN 18 pp, którego zadaniem było zbieranie nadwyżek rezerwistów ich wymiana, a także szkolenie młodszego rocznika żołnierzy.
Po przyjeździe 8 lipca pododdziały przeszły w rejony: I batalion do miejscowości Góra na wschodnich przedmieściach Żnina, II batalion do miejscowości Paterek na południe od Nakła nad Notecią, III batalion na biwak w lesie koło Dębogóry na północ od Kcyni, dowództwo pułku i pododdziały pułkowe we wsi Rozstrzębowo i Strzepicach. Na odcinkach Żnin-Gąsawa i Dębogóra-Paterek pułk podjął prace fortyfikacyjne. Prace fortyfikacyjne poległy na współpracy przy budowie betonowych schronów bojowych, kopaniu rowów strzeleckich, budowie zasieków przed nimi, budowie rowów przeciwpancernych. Ponadto pionierzy pułku dokonali zaminowania mostów i przepustów na przedpolu pozycji osłonowej. 31 lipca większość 18 pp przegrupowała się do: dowództwo pułku do Żnina, pododdziały specjalne pułku do Jaroszewa na północny zachód od Żnina, I/18 pp do Gąsawy, II/18 pp do Góry, a III/18 pp pozostał w rejonie Dębogóry. Prowadzono dalsze prace fortyfikacyjne w zajmowanych rejonach pod kierunkiem dowódcy piechoty dywizyjnej płk. dypl. Tadeusza Parafińskiego. 29 sierpnia 1939 do wieczora III batalion wraz 5 baterią 26 pułku artylerii lekkiej zajął stanowiska na pozycji osłonowej, na odcinku obronnym „Dębogóra”. 18 pułk piechoty bez III batalionu, wraz z II dywizjonem 26 pal bez 5/26 pal zgrupował się jako odwód dywizji w rejon Kcynia-Wapno. 30 i 31 sierpnia prowadzono dalsze prace fortyfikacyjne, głównie przy budowie przeszkód przeciwpancernych.
Zgodnie z planem w ramach mobilizacji alarmowej w grupie brązowej20 w czasie G20+30
- kompanię km plot. typ B nr 47[23][24].

#### Mobilizacja powszechna
W ramach mobilizacji powszechnej w jej II rzucie, pozostające w Skierniewicach pozostałości 18 pp pod dowództwem mjr. Edmunda Izydora Kolendowskiego, podjęły mobilizację pododdziałów głównie dla mobilizowanej 44 Dywizji Piechoty rezerwowej. W jej ramach zmobilizowano:
- samodzielną kompanię karabinów maszynowych i broni towarzyszącej nr 44, w czasie X+3 (dowódca por. Zdzisław Eugeniusz Kozdęba)
- kompanię kolarzy nr 44, w czasie X+3 (dowódca ppor. rez. Edward Beyga)
- I batalion piechoty 145 pułku piechoty rezerwowego, w czasie X+4 (dowódca kpt. Bolesław Blockus);
- batalion marszowy 18 pułku piechoty, w czasie X+4 (dowódca mjr Andrzej Bronisław Kulczycki)[37].

Łącznie w trakcie mobilizacji alarmowej i powszechnej 18 pp zmobilizował około 8 000 ludzi. Z czego w składzie bojowym 18 pp, 3800 żołnierzy.

### Działania bojowe 18 pp

#### Walki w północno-wschodniej Wielkopolsce
1 września 1939 o świcie 18 pułk piechoty był ugrupowany w obronie. III/18 pp z plutonem artylerii piechoty i plutonem kolarzy na pozycji osłonowej rozwinięty na stanowiskach w rejonie Dębogóry. Dowództwo pułku wraz z kompanią zwiadu bez plutonu kolarzy i plutonem pionierów oraz I/18 pp w Żarczynie. II/18 pp w Dziewierzewie, a tabor pułkowy w Górki Zagajne. Rozkazem dowódcy dywizji płk. dypl. Adama Brzechwy-Ajdukiewicza, w nocy 1/2 września 18 pp bez III batalionu został przegrupowany w rejon: Rozstrzębowo, folwark Sczępica, gajówka Czerwonia, Suchoręczek. W tym rejonie do pułku w dniach 2-3 września miał dołączyć przybyły koleją 6 batalion strzelców i 67 dywizjon artylerii lekkiej, bez 3 baterii oraz 72 samodzielna kompania czołgów rozpoznawczych. Tak wzmocniony pułk miał być gotowy do przeciwnatarcia w kierunku na Polichno lub Weronikę, Gromadno lub Iwno, a także wzmocnienia odcinka „Dębogóra”. 2 września o godz. 9.00 pułk był rozmieszczony: w lesie obok folwarku Szczepice - I/18 pp i pododdziały pułkowe specjalne, w lesie w rejonie wsi Paterek na południe od Nakła - II/18 pp, w Rozstrzębowie - dowództwo pułku z plutonem konnych zwiadowców oraz w Lesie Królikowo koło wsi Zalesie - kwatermistrzostwo i kompania gospodarcza. 2 września przed południem wysunięte pododdziały III/18 pp w rejonie śluzy Ositka pod Kowalewkiem odparły natarcie rozpoznawcze niemieckiej kompanii piechoty z Brygady Piechoty „Netze”. 3 września wysunięte pododdziały II/18 pp toczyły potyczki z próbującymi przeprawy przez Noteć niemieckimi patrolami z Brygady Piechoty „Netze” i 208 DP. Bataliony III i II pułku wspierały prowadzący działania obronne 86 batalion piechoty. Wieczorem dowództwo armii wydało rozkaz do odmarszu 26 DP na pozycję główną w rejonie jezior żnińskich. 4 września II i III bataliony prowadziły potyczki nad Notecią pod Kowalewkiem i Paterkiem, gdzie odrzucono rozpoznawcze działania piechoty niemieckiej. Szczególnie ciężko walczył III/18 pp w rejonie przeprawy przez Noteć w Studziankach, nie dopuszczając do sforsowania rzeki oddziały niemieckie. W 5 kompanii strzeleckiej odniosło rany kilku żołnierzy. Dowództwo pułku stanęło w lesie pod Studzienkami, a kompania gospodarcza z kwatermistrzostwem w rejonie Jabłowa Pałuckiego. 6 bs wraz z 67 dal i 72 skczr. odeszły spod dowództwa 18 pp. 5 września do wieczora II i III bataliony prowadziły wymianę ognia z niemieckimi patrolami nad Notecią.

#### Działania bojowe na terenie Kujaw
W nocy 5/6 września na rozkaz dowódcy 26 DP 18 pp otrzymał rozkaz odejścia do odwodu dywizji w rejonie Łabiszyna. Oddzielnie wycofywał się batalion I/18 pp, przeszedł na odcinek Smolniki-Nowy Świat, gdzie zajął pozycję obronną w zgrupowaniu płk. dypl. Tadeusza Parafinowicza na pozycji żnińskiej. Wieczorem 5 września 26 DP została podporządkowana dowódcy Armii „Pomorze” gen. dyw. Władysławowi Bortnowskiemu. O świcie 6 września dowództwo 18 pp stanęło na zachodnim skraju Łabiszyna, 18 pp bez I batalionu, w lesie 2 kilometry na zachód od Łabiszyna, przy drodze Szubin-Łabiszyn. I/18 pp na odcinku obronnym Nowy Świat-Wąsocz, kwatermistrzostwo w dalszym ciągu w Jabłowie Pałuckim. W nocy 6/7 września 18 pp bez I/18 pp rozkazem dowódcy 26 DP został skierowany do Inowrocławia, celem zorganizowania obrony miasta, w tym jako węzła przeciwpancernego. Na miejscu podporządkowany mu został I batalion 37 pułku piechoty. Rano 7 września 18 pp zajął obronę w Inowrocławiu: dowództwo pułku z pododdziałami specjalnymi zajęło stanowiska w rejonie Cegielni Marulewy, III/18 pp na północnym skraju Parku Zdrojowego, II/18 pp pomiędzy torem kolejowym Inowrocław-Toruń, a drogą Inowrocław-Jacewo, I/37 pp tor kolejowy i szosa Inowrocław-Bydgoszcz. W tym czasie na pozycji żnińskiej I/18 pp został podporządkowany dowódcy 37 pp. Część kwatermistrzowsko-gospodarcza 18 pp i 26 DP stały w lesie majątku Szczepankowo. W nocy 8/9 września zgodnie z rozkazem dowódcy dywizji 18 pp opuścił Inowrocław, wychodzące z miasta oddziały zostały ostrzelane przez niemieckich dywersantów, ranny został dowódca 9 kompanii strzeleckiej ppor. Antoni Koprowicz.
W dniach od 8 do 12 września pułk podjął marsz poprzez: Radziejów Kuj.–Faliszewo-Rabinowo-Izbicę Kuj.-Błenną-Kamienną do Żychlina. Przemarsze odbywały się w trudnych warunkach nocami, usuwano przeszkody stawiane przez dywersantów. W dzień pułk kwaterował w lasach, gdzie wykonywano prowizoryczne stanowiska ogniowe. 12 września pułk zatrzymał się na postój w rejonie Jastrzębia, Oporów, Świechów, tam dołączył do pułku I batalion. Wieczorem 12 września pułk został transportem samochodowym przewieziony z okolic Żychlina do przedmieść Sochaczewa, jako pierwszy II batalion, w dalszej kolejności III i I batalion.

#### Udział w bitwie nad Bzurą
Zadaniem pułku było obsadzenie przedmościa Sochaczew i obsadzenie mostów i przepraw na rzece Bzurze dla wojsk Armii „Pomorze” do natarcia w kierunku Skierniewic. O świcie 13 września 18 pułk został ugrupowany: II/18 pp na wschodnim skraju (przedmościu) Sochaczewa, zamykał szosę i tor kolejowy na Błonie i Żyrardów. III/18 pp zajął stanowiska na zachodnim brzegu Bzury, od mostu w Sochaczewie do wsi Kuznocinek. I/18 pp wraz z pododdziałami pułkowymi w rejonie folwarku Kąty. Pluton artylerii piechoty 18 pp wraz z II/26 pal w rejonie Rozłówek-Kuznocin. Dowództwo pułku w folwarku Kąty. II/18 pp zluzował III batalion 144 pułku piechoty (rezerwowy) i zajął pozycje na wschodnim brzegu Bzury. Rozmieszczenie pododdziałów II batalionu w Sochaczewie wyglądało następująco: 4 kompania strzelecka zajęła pozycje na północnym skraju i wylocie szosy na Błonie, 5 kompania strzelecka zajęła rejon dworca kolejowego z wylotem szosy na Żyrardów, pluton z 6 kompanii strzeleckiej wylot szosy na Bolimów, 6 kompania strzelecka bez plutonu pozostała, jako odwód batalionu w rejonie rynku dozorując jednocześnie południowy skraj miasta. Do godzin południowych kompanie II batalionu odparły rozpoznawcze natarcia, w godzinach popołudniowych pod miasto podeszły oddziały niemieckich 19 DP i 4 DPanc. Do godzin nocnych niemieckie oddziały podjęły natarcie na pozycje obu I rzutowych kompanii. 4 i 5 kompanie w walkach poniosły ciężkie straty, a w nocy dalsze od intensywnego ostrzału artylerii niemieckiej i ponawianych ataków. Rozkazem dowódcy dywizji, 18 pp wraz z II/26 pal nocą 13/14 września odszedł w rejon miejscowości Boczek, do obrony Sochaczewa pozostał II/18 pp wraz z 7 kompanią strzelecką i baterią II/26 pal. Ze względu na stały napór oddziałów niemieckich dowódca II/18 pp mjr Feliks Kozubowski nakazał odwrót batalionu na zachodni brzeg Bzury. 14 września rano w rejonie folwarku Kąty batalion został zatrzymany przez dowódcę PD 26 DP płk. dypl. Tadeusza Parafińskiego. Nakazał on odbicie Sochaczewa, który już zajęły oddziały niemieckie. Około południa po kładkach przerzuconych przez Bzurę po resztkach mostu pontonowego, II/18 pp wyrzucił oddziały niemieckie z miasta i zajął poprzednie stanowiska obronne. Po sukcesie II batalionu oddziały niemieckie podjęły silne kontrataki ze wsparciem artylerii, zadając duże straty batalionowi, w ich wyniku wyparto w godzinach popołudniowych 14 września resztki II/18 pp z Sochaczewa. W walkach w Sochaczewie batalion poniósł 80% strat osobowych. Wobec olbrzymich strat mjr Feliks Kozubowski wydał rozkaz odwrotu resztek batalionu najpierw do centrum miasta, a następnie za rzekę. W trakcie wycofania się przez Bzurę pod ogniem przeciwnika zginął mjr Kozubowski, a na prawy brzeg dotarły tylko niedobitki batalionu w liczbie około 100 żołnierzy. Oprócz mjr. Kozubowskiego polegli por. Marian Himmel dowódca 4 kompanii strzeleckiej, dowódcy plutonów: ppor. Adam Wzorek, por. Michał Skuza, ppor. Zygmunt Micek, ppor. Kacper Klaniewski oraz lekarz batalionu ppor. lek. Chaim Kurtz. Wielu zostało rannych i wielu dostało się do niemieckiej niewoli. Dowództwo nad resztkami ocalałych żołnierzy z II/18 pp objął por. Edward Białach i ppor. Tadeusz Sułkowski. Oddziałek z II batalionu por. Białacha połączył się z grupą żołnierzy pod dowództwem dowódcy 2 kompanii ckm ppor. Mańczaka i ppor. Tadeusza Sułkowskiego bezpośrednio z Sochaczewa cofał się wzdłuż Bzury, a następnie przez Puszczę Kampinoską wraz z oddziałami 25 Dywizji Piechoty. Dotarł do Warszawy i w szeregach 25 DP wziął udział w obronie Warszawy.
Zgrupowanie 18 pp stacjonowało w rejonie Boczek z: I batalionem we wsi Wicie, III batalion bez 7 kompanii w Gągolinie Północnym, dowództwo pułku z pododdziałami pułkowymi w Boczkach Chełmońskich, kwatermistrzostwo w Chaśkach. Pułk zajął obronę w ugrupowaniu przeciwpancernym. 15 września ok. godz.19.00 na przedpolu stanowisk 2 i 9 kompanii strzeleckich wzmocnionych plutonem 3 kompanii ckm pojawiła się kolumna niemieckiej piechoty i samochodów ciężarowych zmierzająca w kierunku Emilianowa. Z bliskiego dystansu kolumna została rozbita ogniem broni maszynowej i artylerii 7/26 pal. Zadaniem zgrupowania uderzeniowego 26 DP było natarcie z rubieży Emilianów, Gągolin Północny i Gągolin Południowy w kierunku: Kozłów Szlachecki Stary-Miedniewice. Wobec nowej koncepcji dowództwa grupy wojsk nad Bzurą odnośnie kierunku natarcia Armii „Poznań” i „Pomorze”, na Skierniewice 26 DP miała prowadzić natarcie na skrzydle GO gen. bryg. Edmunda Knolla-Kownackiego. Po wyznaczonej osi miał prowadzić natarcie 18 pp bez rozbitego II/18 pp i 7 kompanii, wzmocniony III batalionem 10 pułku piechoty. Celem wyjaśnienia nieustalonej sytuacji w rejonie lasu Emilianów, rozkazem dowódcy 26 DP z 18 pp wyznaczono do wypadu nocnego 8 kompanię strzelecką z plutonem ckm. W nocy 15 września ok. godz. 23.00 8 kompania przed lasem Emilianów została ostrzelana ogniem broni maszynowej, w walce nocnej poniosła znaczne straty, wśród poległych znaleźli się dowódca 8 kompanii i dowódca plutonu: kpt. Mieczysław Hala i ppor. Henryk Tkaczyk. O godz. 8.00 16 września 18 pp przystąpił do natarcia, jednak z uwagi na zagrożenie ogniem flankowym od strony lasu Emilianów, główne siły pułku uderzyły w kierunku lasu. I/18 pp atakował w kierunku lasu Emilianów, III/18 pp bez 7 kompanii prowadził natarcie w kierunku Dworu Braki. Natarcie 18 pp zaległo w ogniu obrony niemieckiej. W godzinach południowych natarcie przechodziło kryzys. Po południu natarcie niemieckich czołgów z 1 Dywizji Pancernej wyparło z okolic lasu Emilianów 57 pułk piechoty 14 Dywizji Piechoty. Po wprowadzeniu do walki pododdziałów pułkowych zdołano wyprowadzić na stanowiska wyjściowe oba bataliony 18 pp. Walki pułku 15 i 16 września wspierało w zgrupowanie pancerne złożone z czołgów rozpoznawczych pod dowództwem kpt. Lucjana Szczepankowskiego, szczególnie o las majątku Braki pod Sochaczewem. Ok. godz. 22.00 wobec niepowodzenia natarcia rozpoczęto odwrót dywizji w rejon Wejsce-Osiek. W nocy 16/17 września 18 pp maszerował w kierunku wsi Osiek III. Nad ranem 17 września pułk został zaatakowany przez niemieckie czołgi z rejonu Zosina. W skutecznej walce kompanii przeciwpancernej 18 pp i bateria 26 dywizjonu artylerii ciężkiej unieruchomiły 9 niemieckich czołgów. Ofiarna walka kompanii ppanc. uchroniła pułk przed rozbiciem. Czołgi niemieckie ominęły pułk i pojechały na południowy wschód. Zajmujący stanowiska obronne w pobliżu Osieka III, 18 pp był przez cały dzień 17 września intensywnie atakowany przez niemieckie lotnictwo. Ppłk Wiktor Majewski rozkazał zniszczyć tabory i w nocy 17/18 września podjął z pułkiem marsz do lasu Stare Budy, celem zajęcia pozycji wyjściowych do natarcia przez Bzurę do Puszczy Kampinoskiej. 18 pp po trudnym marszu nocnym, zatłoczonych drogach dotarł 18 września do lasu Stare Budy. W zatłoczonym lesie ok. godz. 17.00 był intensywnie ostrzeliwany przez artylerię niemiecką i przez ponad cztery godziny bombardowany przez lotnictwo niemieckie. Pułk poniósł ciężkie straty osobowe, tak intensywny i wielogodzinny ostrzał oraz bombardowania doprowadziły do rozbicia 18 pp. Poległo wielu żołnierzy, wśród nich mjr Kazimierz Dorożyński, wielu rozbiegło się i dostało się do niemieckiej niewoli.
W nocy 18/19 września pododdziały specjalne pułkowe i pozostałości III batalionu doszły nad Bzurę w rejonie Witkowic. 19 września pozostałości pułku przekroczyły Bzurę i usiłowały przedrzeć się do Puszczy Kampinoskiej. Pododdziały dostały się pod ostrzał niemieckich gniazd broni maszynowej i pojedynczych czołgów. Poległo wielu żołnierzy wśród nich por. Jerzy Szkaradziński dowódca kompanii ppanc. 18 pp i kpt. Antoni Sierpiński dowódca plutonu artylerii piechoty. Desperackie natarcie plutonów pionierów i przeciwgazowego otworzyło drogę grupom żołnierzy 18 pp do Puszczy Kampinoskiej. W puszczy wokół ppłk. Wiktora Majewskiego zebrało się ok. 400 żołnierzy, 4 armaty ppanc. i kilka ckm. Oddział ten przez cały dzień przedzierał się w kierunku Warszawy. 20 września rano wysłany zwiad stwierdził, że wszystkie wsie wzdłuż Wisły zajęte są przez oddziały niemieckie. Oddział został podzielony na małe grupy, z zadaniem przedzierania się w kierunku Warszawy lub Modlina, na rozkaz dowódcy pułku nastąpiła likwidacja kasy pułkowej i dokumentów. Po godz. 11.00 przedzierająca się grupka ppłk. Majewskiego została otoczona przez Niemców, dowódca 18 pp dostał się do niemieckiej niewoli. Do walczących w Warszawie i Modlinie dotarli tylko pojedynczy żołnierze, los 18 pułku piechoty dopełnił się w bitwie nad Bzurą.
| Struktura organizacyjna i obsada personalna we wrześniu 1939 | Struktura organizacyjna i obsada personalna we wrześniu 1939              |
| Dowództwo                                                    | Dowództwo                                                                 |
| ------------------------------------------------------------ | ------------------------------------------------------------------------- |
| dowódca pułku                                                | ppłk dypl. Wiktor Adam Majewski                                           |
| I adiutant pułku                                             | kpt. Józef Witkowiak                                                      |
| II adiutant pułku                                            | ppor. rez. Jan Konieczny                                                  |
| oficer łączności                                             | kpt. Mieczysław Stanisław Dąbrowski                                       |
| oficer informacyjny                                          | por. rez. Mieczysław Węgrzecki                                            |
| kwatermistrz                                                 | kpt. Bronisław Nowacki                                                    |
| naczelny lekarz                                              | kpt. lek. Walter Ruszkowski                                               |
| oficer gospodarczy                                           | por. Adam Szopa                                                           |
| oficer żywnościowy                                           | ppor. rez. Stanisław Grocholski                                           |
| kapelan                                                      | ks. kap. rez. Kazimierz Siwak                                             |
| dowódca kompanii gospodarczej                                | por. rez. Józef Marcin Mielczarski                                        |
| zastępca dowódcy oficer taborowy                             | chor. Michał Papuszka                                                     |
| kapelmistrz                                                  | kpt. Kazimierz Wójcik                                                     |
| I batalion                                                   |                                                                           |
| dowódca batalionu                                            | mjr Kazimierz Dorożyński                                                  |
| adiutant batalionu                                           | ppor. rez. Józef Duk                                                      |
| dowódca plutonu łączności                                    | sierż. Stanisław Łomiński                                                 |
| lekarz batalionu                                             | ppor. rez. lek. Henryk Sokół                                              |
| oficer gospodarczy                                           | ppor. rez. Bronisław Neugebauer                                           |
| oficer żywnościowy                                           | ppor. rez. Józef Hecold                                                   |
| dowódca 1 kompanii strzeleckiej                              | kpt. Antoni Ratyński                                                      |
| dowódca I plutonu                                            | ppor. rez. Otton Rösler                                                   |
| dowódca II plutonu                                           | ppor. rez. Marian Dąbrowski                                               |
| dowódca III plutonu                                          | plut. pchor. rez. Mieczysław Lach                                         |
| dowódca 2 kompanii strzeleckiej                              | kpt. Maciej Antoni Romański                                               |
| dowódca I plutonu                                            | ppor. rez. dr Jerzy Feliks Sztykgold                                      |
| dowódca II plutonu                                           | ppor. rez. Wacław Strzeżek                                                |
| dowódca III plutonu                                          | ppor. Józef Dominik                                                       |
| dowódca 3 kompanii strzeleckiej                              | ppor. rez. Stanisław Lach                                                 |
| dowódca I plutonu                                            | ppor. rez. Roman Robaczyński                                              |
| dowódca II plutonu                                           | ppor. rez. Jan Waśniewski                                                 |
| dowódca III plutonu                                          | ppor. rez. Stefan Stańdo                                                  |
| dowódca 1 kompanii ckm                                       | por. Stanisław Antoni Puchała                                             |
| dowódca I plutonu                                            | ppor. rez. Stefan Zajączkowski                                            |
| dowódca II plutonu                                           | ppor. rez. Stanisław Dąbrowski                                            |
| dowódca III plutonu                                          | ppor. rez. Stanisław Skład                                                |
| dowódca IV plutonu (taczanki)                                | por. rez. Teofil Brunon Jankowski                                         |
| dowódca plutonu moździerzy                                   | ppor. rez. Zbigniew Kolaszyński                                           |
| II batalion                                                  |                                                                           |
| dowódca batalionu                                            | mjr Feliks Kozubowski                                                     |
| adiutant batalionu                                           | ppor. rez. Tadeusz Tomasz Sułkowski                                       |
| dowódca plutonu łączności                                    | ppor. rez. Kazimierz Nogowski                                             |
| lekarz batalionu                                             | ppor. rez. lek. Chaim Zelman Kurtz                                        |
| oficer gospodarczy                                           | ppor. rez. Michał Skopiński                                               |
| oficer żywnościowy                                           | ppor. rez. Bolesław Paul                                                  |
| dowódca 4 kompanii strzeleckiej                              | por. rez. Marian Tomasz Himmel                                            |
| dowódca I plutonu                                            | ppor. Zbigniew Dłużniewski                                                |
| dowódca II plutonu                                           | ppor. rez. Bolesław Świderek                                              |
| dowódca III plutonu                                          | ppor. Adam Marian Wzorek                                                  |
| dowódca 5 kompanii strzeleckiej                              | kpt. Antoni Sygnarek                                                      |
| dowódca I plutonu                                            | ppor. rez. Ignacy Wałęza                                                  |
| dowódca II plutonu                                           | ppor. rez. Michał Skuza                                                   |
| dowódca III plutonu                                          | ppor. rez. Zygmunt Micek                                                  |
| dowódca 6 kompanii strzeleckiej                              | por. Edward Białach                                                       |
| dowódca I plutonu                                            | ppor. rez. Icek Szeps                                                     |
| dowódca II plutonu                                           | ppor. rez. Ryszard Marian Wierzbicki                                      |
| dowódca III plutonu                                          | ppor. rez. Jan Franciszek Wojdalski                                       |
| dowódca 2 kompanii ckm                                       | ppor. Kazimierz Mańczak                                                   |
| dowódca I plutonu                                            | ppor. rez. Kacper Kleniewski                                              |
| dowódca II plutonu                                           | ppor. rez. inż. Jan Piotr Jackowski                                       |
| dowódca III plutonu                                          | plut. pchor. rez. Rogaczewski                                             |
| dowódca IV plutonu (taczanki)                                | ppor. rez. Józef Barcikowski                                              |
| dowódca plutonu moździerzy                                   | ppor. rez. Feliks Wiktor Klejn                                            |
| III batalion                                                 |                                                                           |
| dowódca batalionu                                            | kpt. Ignacy Frankowski                                                    |
| adiutant batalionu                                           | ppor. rez. Tadeusz Rębowski                                               |
| dowódca plutonu łączności                                    | ppor. rez. Józef Kaczmarczyk                                              |
| lekarz batalionu                                             | ppor. rez. dr med. Stefan Martynowski                                     |
| oficer gospodarczy                                           | ppor. rez. Edward Zdziech                                                 |
| oficer żywnościowy                                           | ppor. rez. Zygmunt Ścisłowski                                             |
| dowódca 7 kompanii strzeleckiej                              | por. rez. Konstanty Kozioł                                                |
| dowódca I plutonu                                            | ppor. Jan marian Ślifierz                                                 |
| dowódca II plutonu                                           | ppor. Aleksander Cwetschek                                                |
| dowódca III plutonu                                          | ppor. rez. Franciszek Chruściel                                           |
| dowódca 8 kompanii strzeleckiej                              | kpt. Mieczysław Marian Hala (do 15/16 IX) ppor. rez. Remigiusz Zambrzycki |
| dowódca I plutonu                                            | ppor. rez. Henryk Tkaczyk                                                 |
| dowódca II plutonu                                           | ppor. rez. Edgar Szubert                                                  |
| dowódca III plutonu                                          | ppor. rez. Henryk Pokrzywnicki                                            |
| dowódca 9 kompanii strzeleckiej                              | ppor. Antoni Koprowicz (VM za 1939)                                       |
| dowódca I plutonu                                            | ppor. rez. Wojciech Jackowski                                             |
| dowódca II plutonu                                           | ppor. rez. Leopold Michalski                                              |
| dowódca III plutonu                                          | ppor. rez. Bogumił Owczarski                                              |
| dowódca 3 kompanii ckm                                       | por. Tadeusz Kulczycki                                                    |
| dowódca I plutonu                                            | ppor. rez. Edmund Kabziński                                               |
| dowódca II plutonu                                           | ppor. Jerzy Marcin Małuszyński                                            |
| dowódca III plutonu                                          | ppor. Joachim Czarnecki                                                   |
| dowódca IV plutonu (taczanki)                                | ppor. rez. Włodzimierz Olszewski                                          |
| dowódca plutonu moździerzy                                   | por. rez. Józef Krzesak                                                   |
| Pododdziały specjalne                                        |                                                                           |
| dowódca kompanii zwiadowców                                  | por. Mieczysław Jan Jagodziński                                           |
| dowódca plutonu zwiadu konnego                               | por. rez. Stanisław Luboradzki                                            |
| dowódca plutonu kolarzy                                      | ppor. rez. Eugeniusz Skupiński                                            |
| dowódca kompanii przeciwpancernej                            | por. Jerzy Szkaradziński                                                  |
| dowódca I plutonu                                            | ppor. rez. Stanisław Leszczyński                                          |
| dowódca II plutonu                                           | ppor. rez. Wacław Wójcik                                                  |
| dowódca III plutonu                                          | sierż. Stanisław Niemiec                                                  |
| dowódca plutonu łączności                                    | sierż. pchor. rez. Izydor Witeska                                         |
| szef plutonu łączności                                       | plut. Stanisław Fastyn                                                    |
| dowódca plutonu artylerii piechoty                           | kpt. Antoni Sierpiński                                                    |
| zastępca dowódcy plutonu art. piech.                         | ppor. rez. Zbigniew Paliński                                              |
| pluton pionierów                                             | ppor. rez. Józef Kulisiewicz                                              |
| pluton przeciwgazowy                                         | por. Józef Adam Kałuża                                                    |

### Oddziały II rzutu mobilizacyjnego 18 pp

#### Batalion marszowy 18 pp
Został zmobilizowany w Skierniewicach w czasie czterech dni. Dowódcą batalionu został por. rez. Stanisław Piotrowski, a ustalonymi dowódcami kompanii byli ppor. rez. Czesław Ciesielski, ppor. rez. Antoni Dałek i ppor. rez. Stanisław Domarasiewicz. Po sformowaniu zgodnie z rozkazem organizacyjnym nr 1 Ministra Spraw Wojskowych gen. dyw. Tadeusza Kasprzyckiego z dnia 3 września 1939, batalion podjął marsz w kierunku Warszawy. W jego trakcie został rozbity przez niemiecki oddział pancerno-motorowy pod Łajszczewem w rejonie Mszczonowa.

#### Oddział Zbierania Nadwyżek 18 pp
Po zakończeniu prac mobilizacyjnych w marcu 1939 i sformowaniu wszystkich przewidzianych planem oddziałów i pododdziałów pozostała w Skierniewicach jeszcze znaczna liczba rezerwistów, z których zorganizowano Oddział Zbierania Nadwyżek 18 pp pod dowództwem pokojowego II zastępcy dowódcy pułku mjr. Edmunda Kolendowskiego. OZN 18 pp prowadził wymianę rezerwistów powołanych do składu bojowego 18 pp. Prowadzono też w oddziale szkolenie poborowych powołanych w szeregi 21 marca 1939. Po ogłoszeniu mobilizacji alarmowej „sierpniowej” zmobilizowano dalsze pododdziały. Następnie po ogłoszeniu mobilizacji powszechnej podjęto mobilizację oddziałów dla 44 DP rez., po jej zakończeniu. OZN 18 pp ten zgodnie z planem miał wejść w skład Ośrodka Zapasowego 26 Dywizji Piechoty. OZ 26 DP miał być formowany przez 10 pp w II rzucie mobilizacji powszechnej, w terminie 6 dnia od chwili ogłoszenia mobilizacji powszechnej. Miał zostać zorganizowany ze wszystkich trzech OZN 10 pp, 18 pp i 37 pp. Jednak z uwagi na znaczne obciążenie mobilizacyjne w II rzucie przez nadwyżki pułkowe głównie na rzecz nowo formowanej 44 DP rez., organizacja OZ 26 DP przeciągnęła się w czasie. Z uwagi na rozkaz organizacyjny nr 1 Ministra Spraw Wojskowych gen. dyw. Tadeusza Kasprzyckiego z dnia 3 września 1939, postanowiono skierować OZN 18 pp w rejon Warszawy i tam dołączyć do organizowanego OZ 26 DP. 6 września 1939 OZN 18 pp wymaszerował ze Skierniewic w kierunku Warszawy. W trakcie marszu w rejonie Tarczyna został zaatakowany przez niemiecki oddział zmotoryzowany. W wyniku silnego ostrzału został częściowo rozproszony. Jego część pod dowództwem mjr. Edmunda Kolendowskiego w ciągłych potyczkach z oddziałami niemieckimi przedostała się w rejon Otwocka i Garwolina. Następnie podjęła marsz na Lubelszczyznę w rejon Rejowca i Krasnegostawu. Tam 14 września pozostałość OZN 18 pp weszła w skład 29 Brygady Piechoty płk. Jana Bratro, z niego sformowano I batalion pod dowództwem mjr Kolendowskiego, który wszedł w skład 1 pułku piechoty rezerwowego pod dowództwem ppłk. dypl. Bronisława Szostaka. I batalion wziął udział w walkach z oddziałami niemieckimi pod Cześnikami 21-23 września i Krasnobrodem 25 września. Po 26 września mjr Kolendowski został ranny, a batalion rozproszył się. Grupy żołnierzy pochodzące z OZN 18 pp dołączyły do oddziałów Samodzielnej Grupy Operacyjnej „Polesie” i dzieliły jej dalszy los.

## Symbole pułkowe
Sztandar
10 lipca 1921 w Koninie marszałek Józef Piłsudski wręczył dowódcy pułku chorągiew ufundowaną przez społeczeństwo miast i powiatów Konin, Koło i Słupca. 14 grudnia 1923 Prezydent RP zatwierdził wzór chorągwi 18 pp. Obecnie sztandar znajduje się w Muzeum Wojska Polskiego w Warszawie
Odznaka pamiątkowa
Zatwierdzona Dz. Rozk. MSWojsk. nr 9, poz. 87 z 3 kwietnia 1926 roku. Odznaka ma kształt pięcioramiennego krzyża o ramionach pokrytych granatową i żółtą emalią. Między ramionami krzyża umieszczone są srebrne oksydowane orły, wzorowane na orłach stanowiących groty sztandarów. W centrum znajduje się rozeta pokryta czerwoną emalią, na której wpisano wiązany monogram z numerem i inicjałami pułku 18 PP w otoku zielonego wieńca laurowego. Oficerska – dwuczęściowa, wykonana w srebrze, emaliowana, bita z kontrą. Wymiary: 47×47 mm. Projekt: Jan Amirowicz Wykonanie: Józef Michrowski – Warszawa.

## Żołnierze pułku
Dowódcy pułku
- por. Bronisław Wilusz (12 XI 1918 – 3 I 1919)
- płk piech. Marian Herbert (4 I – 20 V 1919)
- płk piech. Józef Becker (21 V – 19 VI 1919)
- płk piech. Jan Dmóchowski (20 VI 1919 – †29 III 1920)
- kpt. piech. Karol Koziarowski (od 30 III 1920)
- mjr piech. Jan Hyc (1920)
- płk piech. Włodzimierz Maxymowicz-Raczyński (1 VIII 1922 – 1 III 1925)
- płk piech. Ignacy Sadowski (XII 1925 –)
- płk piech. Stanisław Juszczacki (– II 1928)[64]
- płk dypl. Tadeusz Alf-Tarczyński (1928 – XI 1932)
- płk piech. Marian Józef Ocetkiewicz (VI 1933 – III 1935)
- płk piech. Franciszek Matuszczak (VII 1935 – VI 1939)
- ppłk dypl. piech. Wiktor Majewski (VI – IX 1939)

Zastępcy dowódcy pułku
W latach 1938–1939, w organizacji pokojowej było to stanowisko I zastępcy dowódcy pułku. W 1939 roku, w organizacji wojennej, stanowisko to nie występowało.
- ppłk piech. Feliks Markowski (VII 1922[65] – X 1926[66] → zastępca dowódcy 49 pp)
- mjr / ppłk piech. Wacław Zbrowski (X 1926 – X 1927)
- ppłk SG Władysław Smolarski (XI 1927 – XI 1928 → szef sztabu DOK IV[67])
- ppłk dypl. Kazimierz Jan Galiński (III – XII 1929)
- ppłk piech. Marian Frydrych (I 1930 – III 1932)
- ppłk piech. Włodzimierz Kowalski (III 1932 – VI 1933)
- ppłk Janusz Gaładyk (10 VII 1933 – 22 V 1934)[68]
- ppłk dypl. piech. Tadeusz Klimecki (1934–1936)
- ppłk dypl. piech. Antoni Karol Stefan Rosner (1938 – 1939)

II zastępcy dowódcy pułku – kwatermistrzowie
- mjr piech. Edmund Izydor Kolendowski (1939)

### Żołnierze 18 pułku piechoty – ofiary zbrodni katyńskiej
Biogramy ofiar zbrodni katyńskiej znajdują się między innymi w bazach udostępnionych przez Ministerstwo Kultury i Dziedzictwa Narodowego oraz Muzeum Katyńskie.
| Nazwisko i imię           | stopień     | zawód                | miejsce pracy przed mobilizacją | zamordowany |
| ------------------------- | ----------- | -------------------- | ------------------------------- | ----------- |
| Andrychowicz Antoni       | ppor. rez.  | nauczyciel           | instruktor JHP                  | Charków     |
| Biernacki Tadeusz         | ppor. rez.  | nauczyciel           | szkoła powszechna w Pruszkowie  | Katyń       |
| Dziechciński Bronisław    | ppor. rez.  | urzędnik             | Starostwo w Piotrkowie          | Katyń       |
| Jankowski Mieczysław      | por. rez.   | mierniczy przysięgły | biuro w Sierpcu                 | Katyń       |
| Koczan Dominik            | por. lekarz | żołnierz zawodowy    | młodszy lekarz 18 pp            | Charków     |
| Kmieć Tadeusz             | ppor. rez.  | nauczyciel           | szkoła powszechna w Łodzi       | Katyń       |
| Nawrot Felicjan Władysław | porucznik   | żołnierz zawodowy    |                                 | Charków     |
| Paradowski Jan            |             | policjant            |                                 | Kalinin     |
| Peńsko Zygmunt            | ppor. rez.  |                      |                                 | Charków     |
| Sobczyński Romuald        | ppor. rez.  |                      |                                 | Katyń       |
| Urbach Mieczysław         | ppor. rez.  | lekarz               |                                 | Charków     |